# Casa Joan Marcet
La Casa Joan Marcet, o simplement Casa Marcet, és un edifici del centre de Terrassa (Vallès Occidental) situat al Raval de Montserrat, catalogat com a bé cultural d'interès local.

## Descripció

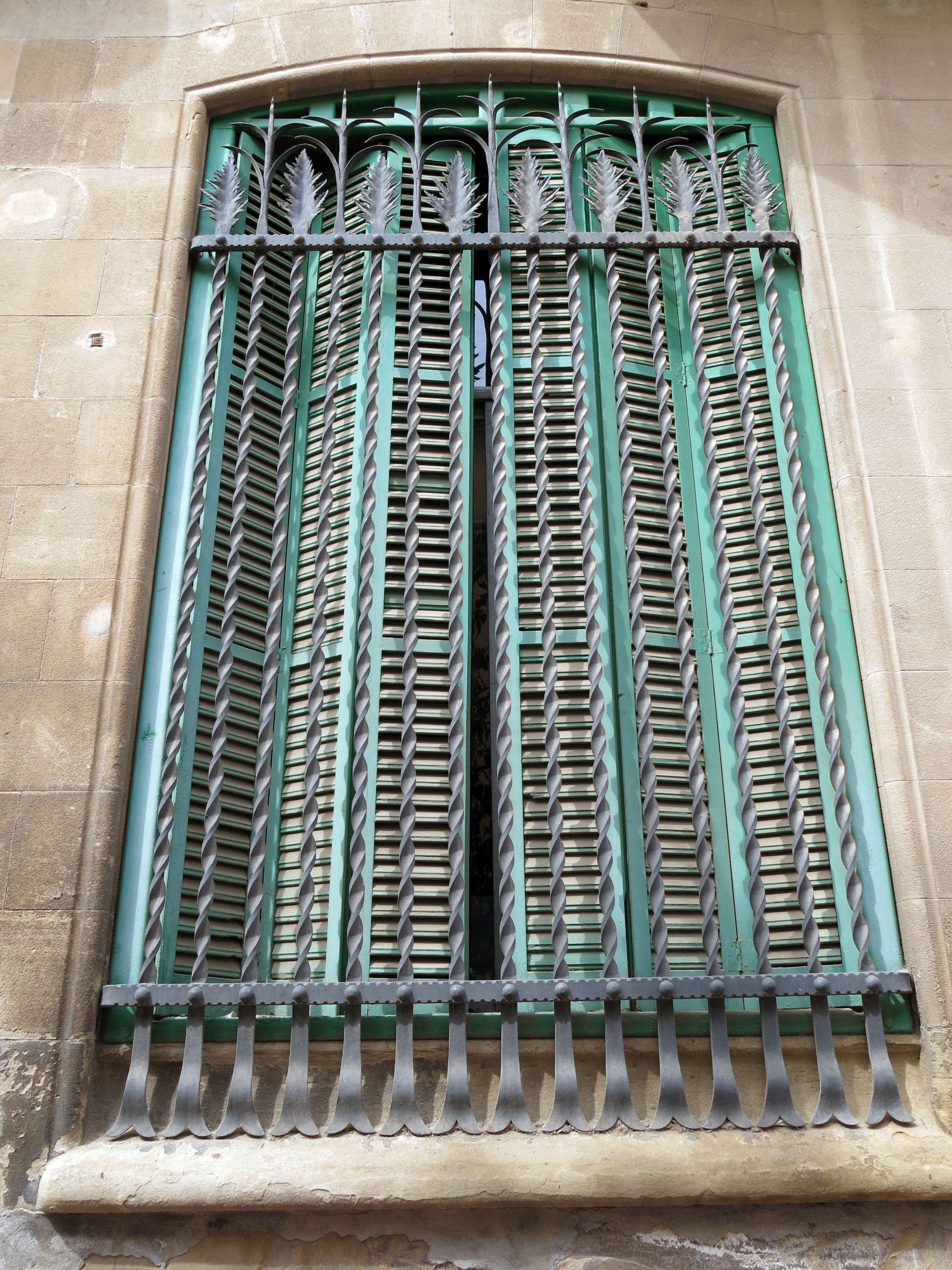
Detall d'un dels finestrals de la planta baixa, amb la reixa de ferro forjat i porticons de làmines

Situada gairebé al costat de l'edifici de l'Ajuntament, aquesta casa (principalment d'estil noucentista, tot i que encara conserva alguna línia sinuosa a les motllures de la tribuna del primer pis que recorden el modernisme) consta de planta baixa i dos pisos. La planta baixa presenta un portal d'accés de grans proporcions, descentrat i en arc rebaixat, així com les dues finestres laterals. Al primer pis hi ha un balcó i una tribuna molt aparent. El segon pis té un balcó al damunt de la tribuna i una finestra geminada. Al coronament hi ha dos respiralls de forma ovalada, sobre el qual hi ha una cornisa motllurada de pedra i una barana de balustres. El parament és de pedra de fil de sorra i les baranes i reixes són de ferro forjat.

## Història
Cap al 1860, Pau Paloma i Astals tenia una ferreteria al carrer de l'Església, 3, on es feien les primeres operacions de cobraments de lletres de canvi de Terrassa. El 1865, traspassà el negoci a Bonaventura Marcet i Biosca, que tenia una botiga al carrer de Sant Pere cantonada amb el de Gaudí. El 1872, aquest va obrir una sucursal al Raval, 16 i el 1887 hi posà al capdavant el seu fill Joan Marcet i Palet (1867-1927). Un any després, morí el seu pare i la raó social canvià de nom pel de Fill de Bonaventura Marcet.
El 1913, Joan Marcet va encarregar a l'arquitecte Lluís Muncunill el projecte de la seva residència als núms. 12-14. El 1915, va adquirir la casa del costat (núm. 18) i el negoci passà a dir-se Marcet i Cia. Finalment, el 1919 va decidir traspassar-lo, oferint-lo primer al Banc de Terrassa, que va refusar l'oferta, i posteriorment al Banco Hispano Americano, que el va adquirir.